# That's Life (chanson)
That's Life est une chanson écrite par Dean Kay (en) et Kelly Gordon (en) et interprétée par Marion Montgomery (en).
La version la plus connue est cependant celle de Frank Sinatra, sortie sur son album de 1966 du même nom. À la suite du succès de la version de Sinatra, il a ensuite été enregistré par un certain nombre d'artistes dont Aretha Franklin, James Booker, Shirley Bassey, James Brown, Van Morrison, David Lee Roth, Michael Bolton, Michael Bublé, Russell Watson, Deana Martin (en) ou encore Holt McCallany.
La version de Sinatra est apparue dans plusieurs films dont le film Joker (2019) et sa suite Joker : Folie à deux (2024), That’s Life a également été repris à deux reprises par la chanteuse Lady Gaga dans le cadre de la bande originale du film ainsi que pour l’« album compagnon » Harlequin (2024). 